# Skep
Skep är en udde i Antarktis. Den ligger i Västantarktis. Argentina, Chile och Storbritannien gör anspråk på området.
Terrängen inåt land är huvudsakligen kuperad, men österut är den platt. Havet är nära Skep åt nordost. Trakten är obefolkad. Det finns inga samhällen i närheten.